# Beatus ille
El beatus ille és un tòpic literari que consisteix a lloar la vida del camp enfront de la ciutat. El seu nom ve d'un vers dels Epodes d'Horaci que exclama que són feliços aquells qui aconsegueixen deixar enrere les preocupacions urbanes.

## Definició
El beatus ille (Epode II) —'feliç aquell' literalment— consisteix a creure que l'home és més feliç al camp, apartat de tot allò que estigui relacionat amb el brogit de la vida a ciutat. És a dir, consisteix a enaltir les bondats de la vida rural, explicar els petits detalls de la natura, etc., però sempre contraposant-ho a la vida agitada de la ciutat, de manera que s'exalta la vida al camp a través de comparacions amb la vida urbana, la qual cosa permet fer veure els avantatges i la millor qualitat de vida de la primera respecte de la segona. Horaci tenia un caràcter molt semblant al grec: es fixava en les petites coses de la vida, podia sorprendre's amb detalls que cap altre no era capaç de veure. El seu tarannà li permetia adonar-se que hom viu millor quan es retira de la vida agitada, confusa, estressant, sorollosa, d'atabalament de la ciutat per anar-se'n al camp, on l'home pot reflexionar, aclarir les idees, gaudir de la naturalesa, sense la necessitat de béns materials. El beatus ille és, doncs, un elogi a la vida rural idíl·lica que n'exalta la senzillesa i austeritat, en oposició al brogit de la ciutat. L'home pot conformar-se amb el que posseeix (estoïcisme) i gaudir de les tasques rurals «ut prisca gens mortalium». Un altre inconvenient que descriu de la ciutat són les servituds, les quals, segons Horaci, cal evitar. Ser un esclau comporta per a l'home una infelicitat més gran fins i tot que cap altre vici. El poeta exposa en l'epode II una llarga llista de les tasques que fan desitjable l'existència camperola, dels goigs que la natura ofereix als sentits «libet iacere modo sub antigua ilice, modo in tenaci gramine...». 

## Tradició en altres literatures
Aquest tòpic literari ha estat molt utilitzat al llarg de la història.

### Literatura catalana
Aquest tòpic va incidir amb força en els escriptors catalans i particularment en l'època del Renaixement. Pere Serafí, també conegut com «lo Grec», fou un poeta renaixentista que va fer ús del tòpic horacià. Aquest fragment del seu poema «Capítol moral» n'és una mostra: 
| « | En grans poblats sol mes regnar tot vici per mal costum qu’ el temps entr’ ells abusa lo qual es huy de tots los mals indici. Hon algun temps es bo per mija ‘scusa de la ciutat partir, com jo e fet ara, y fora ‘star per un ‘deport com s' usa. Acompanyat ab ma costella cara, prenent deport, cercant la vida queda, sens pendre ‘nuig qu’ el viure llarch prepara, mirant los camps que en vista res no veda, l'aygua corrent dels rius y les fonts vives, los prats y flors y fertil arboreda, y los aucells cantant per boschs y rives | » |

No obstant, no tan sols Pere Serafí utilitzà aquest tòpic, sinó que altres autors més moderns com Joaquim Maria Bartrina amb «Epístola» o Josep-Lluís Pons i Gallarza amb«Los tarongers de Sóller»també van utilitzar el beatus ille.

### Literatura espanyola
Pel que fa a la tradició en la literatura espanyola, molts autors, especialment en el període del Renaixement espanyol, van fer ús del beatus ille. D'entre aquests autors cal destacar el poeta fra Luis de León, humanista que va posar molt en pràctica aquest tòpic horacià. Podem percebre'n l'ús en aquesta estrofa del seu poema «Oda a la Vida Retirada»:
| « | ¡Qué descansada vida la del que huye del mundanal ruïdo, y sigue la escondida senda, por donde han ido los pocos sabios que en el mundo han sido | » |

També altres escriptors van reflectir el tòpic en els seus poemes com Luis de Góngora amb «Ándeme yo caliente y ríase la gente» o Miguel Hernandez amb «El silbo de la afirmación en la aldea».

### Literatura anglesa
La tradició d'aquest tòpic a la literatura anglesa és extensa. Des del reconegut William Shakespeare fins a l'actualitat, el beatus ille ha estat un dels tòpics més utilitzats i que ha tingut més repercussió en la literatura anglosaxona, especialment durant el període literari del Romanticisme, moment en què el beatus ille va assolir el seu màxim auge i grans escriptors van reflectir el tòpic a les seves obres. N'és un exemple William Wordsworth amb el seu poema «Tintern Abbey»: 
| « | Though absent long, These forms of beauty have not been to me, As is a landscape to a blind man's eye: But oft, in lonely rooms, and mid the din Of towns and cities, I have owed to them, In hours of weariness, sensations sweet In hours of weariness, sensations sweet, Felt in the blood, and felt along the heart; And passing even into my purer mind, With tranquil restoration! | » |

Es troben altres exemples com Charles Dickens amb Oliver Twist o anteriorment, Alexander Pope imità els primers versos que obren el poema a l'«Oda a la Solitud»: 
| « | Happy the man, whose wish and care A few paternal acres bound, Content to breathe his native air, In his own ground. | » |